# Brodawkonosowate
Brodawkonosowate, brodawkonosy (Rhinopomatidae) – rodzina ssaków z podrzędu rudawkokształtnych (Pteropodiformes) w obrębie rzędu nietoperzy (Chiroptera) obejmująca 3-5 żyjących gatunków (klasyfikacja dwóch gatunków jest niepewna).

## Zasięg występowania
Brodawkonosy występują w północnej i wschodniej Afryce, na Bliskim Wschodzie, w Afganistanie, Pakistanie i Tajlandii.

## Wygląd
Rodzina obejmuje małe i średniej wielkości nietoperze (wielkość ciała 5–9 cm), futro zazwyczaj szarawe lub brązowe. Cechą charakterystyczną jest wyjątkowo długi ogon (o długości dorównującej długości ciała), nie połączony błoną z nogami.

## Zachowanie
Brodawkonosy żywią się owadami, w zimie popadają w otępienie, by oszczędzać energię w okresie, gdy liczba owadów jest ograniczona.

## Gatunki
Rodzina obejmuje jeden rodzaj występujący współcześnie rodzaj:
- Rhinopoma É. Geoffroy Saint-Hilaire, 1818 – brodawkonos

Opisano również wymarłe w czasach prehistorycznych:
- Qarunycteris Gunnell, Simons & Seiffert, 2008 – jedynym przedstawicielem był żyjący w późnym eocenie na terenie dzisiejszego Egiptu Qarunycteris moerisae Gunnell, Simons & Seiffert, 2008.
- Corbarhina Sigé, Mein, Jousse & Aguilar, 2014 – jedynym przedstawicielem był żyjący we wczesnym miocenie na terenie dzisiejszej Francji Corbarhina handae Sigé, Mein, Jousse & Aguilar, 2014.